# Samy Naceri
Samy Naceri, nato Saïd Naceri (Parigi, 2 luglio 1961), è un attore e produttore cinematografico francese, noto soprattutto per aver interpretato il ruolo del tassista marsigliese Daniel Morales nella saga cinematografica di Taxxi (Taxxi, Taxxi 2, Taxxi 3 e Taxxi 4).

## Biografia
Naceri nasce nel quarto arrondissement di Parigi, figlio di Djilali Naceri, un immigrato algerino di origine berbera, giunto in Francia prima dell'indipendenza dell'Algeria, e di Jacqueline, una francese originaria della Normandia. Suo fratello, Bibi, è anch'egli attore. Abbandona gli studi all'età di 16 anni e negli anni successivi si mantiene facendo dei lavoretti. Ventenne, Naceri si ferisce il viso in conseguenza di "uno scontro frontale con il parabrezza di una Renault 5 turbo, dopo una serata di baldoria". L'attore porta ancora questa cicatrice che lo segna dall'arcata sopraccigliare agli zigomi.
Per molti anni tenta il successo nel mondo del cinema, ma i suoi sforzi non sono ricompensati che con dei piccolissimi ruoli. È in questo periodo che decide di cambiare legalmente il suo nome da Saïd in Samy. Thomas Gilou gli offre la sua prima vera chance nel ruolo di Nordine nel film Raï. Naceri impressiona la critica e vince due premi per l'interpretazione al Festival internazionale del film di Locarno e al Festival del film di Parigi.
La carriera di Naceri prende un impulso inaspettato dopo un incontro con il regista e produttore Luc Besson. I due si erano già incontrati in occasione delle riprese di Léon, nel quale il giovane attore aveva il ruolo di un poliziotto nell'ultima scena del film. I loro cammini si incrociano di nuovo qualche anno dopo.
La consacrazione arriva con Taxxi (1998) nel ruolo di Daniel Morales, un tassista di Marsiglia appassionato di auto potenti e della velocità folle. Malgrado la critica, piuttosto tiepida, Taxxi ha un buon successo al botteghino con 8 milioni di ricavi. Il successo del primo episodio spinge il produttore a riproporre il personaggio del simpatico autista che, anche suo malgrado, si mette a servizio delle autorità: nascono così Taxxi 2 (2000), Taxxi 3 (2003) e Taxxi 4 (2007).
Nel 2006 l'attore ha ricevuto il premio per migliore interpretazione maschile al Festival di Cannes per il film Days of Glory (Indigènes). Nel 2008 appare nel video del rapper francese Tunisiano, Je porte plainte, mentre nel 2011 appare nel video di Kenza Farah, Sans jamais se plaindre.

## Filmografia

### Attore

#### Cinema
- Lèon, regia di Luc Besson (1994)
- Raï, regia di Thomas Gilou (1995)
- Malik le maudit, regia di Youcef Hamidi (1996)
- Coup de vice, regia di Patrick Levy (1996)
- Autre chose à foutre qu'aimer, regia di Carole Giacobbi (1997)
- Bouge!, regia di Jérôme Cornuau (1997)
- Sous les pieds des femmes, regia di Rachida Krim (1997)
- Taxxi, regia di Gérard Pirès (1998)
- Cantique de la racaille, regia di Vincent Ravalec (1998)
- Un pur moment de rock'n roll, regia di Manuel Boursinhac (1999)
- Une pour toutes, regia di Claude Lelouch (1999)
- Taxxi 2, regia di Gérard Krawczyk (2000)
- Là-bas... mon pays, regia di Alexandre Arcady (2000)
- Pollicino (Le Petit Poucet), regia di Olivier Dahan (2001)
- Philosophale, regia di Fardi Fedjer (2001)
- Nido di vespe (Nid de guêpes), regia di Florent Emilio Siri (2002)
- La Repentie, regia di Laetitia Masson (2002)
- Féroce, regia di Gilles de Maistre (2002)
- La mentale, regia di Manuel Boursinhac (2002)
- Taxxi 3, regia di Gérard Krawczyk (2003)
- Bab el web, regia di Merzak Allouache (2005)
- Days of Glory (Indigènes), regia di Rachid Bouchareb  (2006)
- Taxxi 4, regia di Gérard Krawczyk (2007)
- Des poupées et des anges, regia di Nora Hamdi (2008)
- Voyage sans retour, regia di François Gérard (2012)
- Tip top, regia di Serge Bozon (2013)

#### Televisione
- Tous les garçons et les filles de leur âge - Serie TV (1994)
- Nestor Burma - Serie TV 1 episodio (1995)
- Double Peine - film TV (1996)
- Maintenant ou jamais - film TV (1997)
- Il commissariato Saint Martin - Serie TV 1 episodio (1997)
- La dernière des romantiques - film TV (1998)
- Bonne Nuit - film TV (1999)
- Petit Ben - film TV (2000)
- Ferchaux - film TV (2001)
- Seconde chance - film TV (2005)
- Delitto a Kermadec - film TV (2022)

#### Cortometraggi
- Pourquoi partir?, regia di Bastien Duval e Bernadette Lafont (1996)
- Qui paiera les dégâts?, regia di Kader Ayd (1998)
- Mounir et Anita, regia di Mabrouk El Mechri (1998)
- Coup double, regia di Bruno Delahaye (2003)
- Cas ID, regia di Matthieu Tribes (2009)

## Riconoscimenti
- Festival del film di Parigi
  - 1995 – Menzione speciale per la sua recitazione per Raï
- Locarno Festival
  - 1995 – Premio speciale per Raï
- César Award
  - 1999 – Candidatura al miglior attore più promettente per Taxxi
- Festival di Cannes
  - 2006 – Premio per la miglior interpretazione maschile per Days of Glory

## Doppiatori italiani
Nelle versioni in italiano dei suoi film, Samy Naceri è stato doppiato da:
- Massimo De Ambrosis in Taxxi, Taxxi 2, Taxxi 3, Taxxi 4
- Riccardo Rossi in Nido di vespe